# Beiseker
Beiseker es un pueblo canadiense situado en la provincia de Alberta.

## Superficie
Beiseker tiene una superficie de 2,85 km².

## Demografía
En 2021, tenía 754 habitantes, una densidad poblacional de 264,3 hab./km², y 333 viviendas.